# Kārlis Skalbe
Kārlis Skalbe (Vecpiebalga, 1879 – Stoccolma, 1945) è stato uno scrittore lettone.
Nel 1905 prese parte alla Rivoluzione russa, ma, fallita questa, si recò in esilio per poi essere arrestato dopo il rimpatrio (1911).
Liberato nel 1913, nel 1922 fu eletto al parlamento lettone; mantenne il seggio fino al 1931. Divenne noto per l'opera filosofica Il mulino della gattina (1913).